# Список втрат цивільної авіації Росії
Список включає лише ті випадки про які повідомляли у відкритих джерелах, включає в себе авіакатастрофи російської авіації за межами РФ, і не включає авіакатастрофи інших країн на території РФ.
Відлік починається з 26 грудня 1991 року, дати формального припинення існування СРСР.

## Перелік

### 1991
У останні дні 1991 року було зафіксовано 1 втрачений літак російської цивільної авіації.
| # | дата     | тип   | місце                 | на борту | загиблі | подробиці                                                                       | причина            |
| - | -------- | ----- | --------------------- | -------- | ------- | ------------------------------------------------------------------------------- | ------------------ |
| 1 | 30.12.91 | Як-40 | Архангельська область | 25       | 0       | літак Архангельського УЦА зазнав аварії під час зльоту, відновленню не підлягав | складні метеоумови |

### 1992
Протягом 1992 року було зафіксовано 38 втрачених літаків та гелікоптерів російської цивільної авіації.
| #  | дата     | тип       | місце                 | на борту | загиблі | подробиці                                                                                | причина                             |
| -- | -------- | --------- | --------------------- | -------- | ------- | ---------------------------------------------------------------------------------------- | ----------------------------------- |
| 1  | 20.02.92 | Мі-8Т     | Тюменська область     | 3        | 1       | гелікоптер авіакомпанії «Тюмєньавіатранс» зазнав катастрофи під час посадки              | складні метеоумови                  |
| 2  | 22.03.92 | Ан-30     | Республіка Саха       | 10       | 10      | літак зазнав катастрофи під час перельоту з Анадиря у Баку                               | технічна несправність               |
| 3  | 24.03.92 | Мі-6А     | Красноярський край    | 7        | 1       | гелікоптер авіакомпанії «Черемшанка» зазнав катастрофи під час посадки                   | технічна несправність               |
| 4  | 29.03.92 | Мі-8Т     | Краснодарський край   | 25       | 1       | гелікоптер НПК «ПАНХ» зазнав катастрофи під час зльоту                                   | технічна несправність               |
| 5  | 30.03.92 | Ан-2      | Магаданська область   | 5        | 1       | гелікоптер магаданського авіаконцерну зазнав катастрофи під час снігопаду                | складні метеоумови, помилка екіпажу |
| 6  | 04.04.92 | Л-410     | Сахалінська область   | 12       | 1       | авіакатастрофа авіакомпанії «Камчатавіа» зазнав катастрофи під час посадки               | помилка екіпажу                     |
| 7  | 05.04.92 | Мі-2      | Ленінградська область | 6        | 6       | гелікоптер Ленінградського УЦА зазнав катастрофи під час польоту над Фінською затокою    | помилка екіпажу                     |
| 8  | 14.04.92 | Ан-2      | Республіка Татарстан  | —        | 0       | літак авіакомпанії «Авіалінії Татарстана» зіткнувся з ЛЕП під час вимушеної посадки      | технічна несправність               |
| 9  | 28.05.92 | Мі-2      | Ростовська область    | 1        | 0       | гелікоптер АХР розбився під час набору висоти пілотом у стані алкогольного спʼяніння     | людський фактор                     |
| 10 | 18.06.92 | Ту-154Б-1 | Іркутська область     | 10       | 1       | загоряння літаків Уральского УЦА під час дозаправки на аеродромі                         | людський фактор                     |
| 11 | 18.06.92 | Ту-154Б-1 | Іркутська область     | —        | 0       | загоряння літаків Уральского УЦА під час дозаправки на аеродромі                         | людський фактор                     |
| 12 | 20.06.92 | Мі-2      | Приморський край      | 5        | 2       | гелікоптер авіакомпанії «Циклон» втратив управління у складних метеоумовах               | складні метеоумови, помилка екіпажу |
| 13 | 22.06.92 | Ан-12     | Красноярський край    | 12       | 10      | літак авіакомпанії «Красноярскавіа» зазнав катастрофи при посадці                        | складні метеоумови, помилка екіпажу |
| 14 | 25.06.92 | Мі-2      | Новгородська область  | 3        | 3       | гелікоптер Ленінградського УЦА зазнав катастрофи під час польоту                         | технічна несправність               |
| 15 | 28.06.92 | Як-52     | Омська область        | 1        | 1       | катастрофа під час виконання фігур вищого пілотажу під час святкування дня Омська        | людський фактор                     |
| 16 | 11.07.92 | Мі-8      | Республіка Саха       | 6        | 6       | катастрофа під час польоту у складних метеоумовах                                        | складні метеоумови, помилка екіпажу |
| 17 | 14.07.92 | Ан-12Б    | Іркутська область     | 7        | 0       | літак авіакомпанії «Маґаданаероґруз» розбився внаслідок посадки на поле                  | технічна несправність               |
| 18 | 16.07.92 | Мі-2      | Брянська область      | 4        | 2       | гелікоптер зазнав катастрофи здійснючи зниження                                          | складні метеоумови, помилка екіпажу |
| 19 | 22.07.92 | Мі-6      | Республіка Комі       | 5        | 0       | виникла пожежа двигуна, після посадки гелікоптер авіакомпанії «Коміавіа» повністю згорів | технічна несправність               |
| 20 | 23.07.92 | Ан-12БК   | Скопʼє                | 8        | 8       | літак авіакомпанії «Волґа-Днєпр» зазнав катастрофи при посадці                           | помилка екіпажу                     |
| 21 | 28.07.92 | Як-18Т    | Алтайський край       | 5        | 5       | катастрофа під час виконання демонстраційного польоту                                    | не встановлено                      |
| 22 | 11.08.92 | Мі-2      | Оренбурзька область   | ?        | 4       | гелікоптер Бузулукського аероклубу впав через відмову двигуна                            | відмова двигуна                     |
| 23 | 20.08.92 | Ан-2      | Краснодарський край   | 1        | 0       | літак авіакомпанії «Юґавіа» здійснив жорстку посадку на поле і зазнав руйнувань          | технічна несправність               |
| 24 | 25.08.92 | Мі-8      | Іркутська область     | 7        | 0       | літак авіакомпанії «Байкалавіа» зазнав аварії при заході на посадку                      | помилка екіпажу                     |
| 25 | 27.08.92 | Ту-134А   | Івановська область    | 84       | 84      | літак авіакомпанії «Івановскоє авіапрєдпріятіє» зіткнувся з землею при посадці           | помилка екіпажу                     |
| 26 | 02.09.92 | Мі-2      | Вологодська область   | 1        | 1       | пілот здійснив політ з метою самогубства                                                 | людський фактор                     |
| 27 | 10.09.92 | Мі-8МТВ-1 | Папуа Нова Гвінея     | 22       | 7       | гелікоптер авіакоманії «Тюмєньспєцавіа» знищено внаслідок жорсткої посадки               | складні метеоумови, помилка екіпажу |
| 28 | 11.09.92 | Як-52     | Ростовська область    | 2        | 2       | розбився під час випробувального польоту після ремонту                                   | технічна несправність               |
| 29 | 12.09.92 | Мі-8      | Камчатська область    | 16       | 10      | гелікоптер авіакомпанії «Камчатавіа» зазнав катастрофи під час                           | помилка екіпажу                     |
| 30 | 21.09.92 | Мі-8Т     | Республіка Саха       | 10       | 10      | розбився внаслідок зіткнення з ЛЕП під час заходу на посадку                             | помилка екіпажу                     |
| 31 | 25.09.92 | Мі-8МТВ-1 | Республіка Алтай      | 7        | 7       | гелікоптер авіакоманії «Сібавіа» розбився перевозячи міністра МВС республіки Алтай       | складні метеоумови                  |
| 32 | 26.09.92 | Мі-2      | Ямало-Ненецький АО    | 4        | 1       | гелікоптер авіакоманії «Тюмєньавіатранс» розбився під час набору висоти                  | людський фактор                     |
| 33 | 07.10.92 | Ка-32С    | Красноярський край    | 5        | 4       | гелікоптер Ленінградського УЦА зазнав катастрофи                                         | помилка екіпажу                     |
| 34 | 09.10.92 | Мі-8      | Чукотський АО         | 26       | 1       | гелікоптер авіакоманії «Кєпєрвєємавіа» зазнав катастрофи внаслідок перевантаження        | помилка екіпажу, перевантаження     |
| 35 | 16.10.92 | Мі-2      | Липецька область      | 1        | 0       | гелікоптер Липецького УЦА зазнав катастрофи внаслідок технічної несправності             | технічна несправність               |
| 36 | 19.10.92 | Ан-28     | Республіка Комі       | 16       | 15      | літак авіакомпанії «Сиктивкарскоє авіапрєдпріятіє» розбився під час зльоту               | технічна несправність               |
| 37 | 30.10.92 | Ан-8      | Читинська область     | 14       | 14      | літак Новосибірського авіазаводу зазнав катастрофи внаслідок перевантаження              | перевантаження                      |
| 38 | 12.12.92 | Ан-2Р     | Республіка Адигея     | 3        | 3       | літак авіакомпанії «Юґавіа» розбився при заході на посадку                               | помилка екіпажу                     |

### 1993
Протягом 1993 року було зафіксовано 38 втрачених літаків та гелікоптерів російської цивільної авіації.
| #  | дата     | тип        | місце                 | на борту | загиблі | подробиці                                                                                                | причина               |
| -- | -------- | ---------- | --------------------- | -------- | ------- | --- | --------------------- |
| 1  | 21.01.93 | Ан-2       | Тюменська область     | 11       | 0       | літак авіакомпанії «РОСТО» з парашутистами розбився при зльоті                                           | помилка екіпажу       |
| 2  | 30.01.93 | Ан-2       | Республіка Саха       | 2        | 0       | літак авіакомпанії «Якутавіа» розбився під час снігопаду                                                 | помилка екіпажу       |
| 3  | 02.03.93 | Мі-2       | Нижегородська область | ?        | 1       | гелікоптер авіакомпанії «РОСТО» розбився внаслідок технічної несправності                                | технічна несправність |
| 4  | 27.03.93 | Мі-2       | Краснодарський край   | 1        | 0       | гелікоптер робився під час виконання сільськогосподарських робіт                                         | помилка екіпажу       |
| 5  | 30.03.93 | Бе-12НХ    | Сахалінська область   | 38       | 0       | колишній військовий літак ТОФ літак авіакомпанії «Тіхоокєанскій авіаработнік» знищений внаслідок посадки | помилка екіпажу       |
| 6  | 21.04.93 | Мі-6       | Тюменська область     | ?        | 0       | гелікоптер RA-21170 загорівся в процесі польоту                                                          | технічна несправність |
| 7  | 23.04.93 | Мі-8       | Чувашська республіка  | 7        | 7       | гелікоптер авіакомпанії «Аероволґа» зіткнувся із 354-метровою щоглою радіотелевізійного ретранслятора    | помилка екіпажу       |
| 8  | 27.04.93 | Мі-2       | Кабардино-Балкарія    | 5        | 2       | гелікоптер Нальчикського авіазагону що був орендований колгоспом «Побєда» розбився в польоті             | технічна несправність |
| 9  | 01.05.93 | Як-52      | Волгоградська область | 1        | 1       | катастрофа під час виконання фігур вищого пілотажу                                                       | помилка екіпажу       |
| 10 | 05.05.93 | Ан-2       | Читинська область     | 0        | 0       | помилка при посадці                                                                                      | помилка екіпажу       |
| 11 | 08.05.93 | Як-52      | Московська область    | 2        | 1       | катастрофа під час навчального польоту                                                                   | помилка екіпажу       |
| 12 | 09.05.93 | Як-52      | Свердловська область  | 2        | 19      | катастрофа під час виконання фігур вищого пілотажу у рамках святкових заходів до 9 травня                | помилка екіпажу       |
| 13 | 09.05.93 | Мі-2       | Мордовія              | 5        | 2       | катастрофа під час проведення святкових заходів до 9 травня                                              | помилка екіпажу       |
| 14 | 13.05.93 | Мі-8Т      | Тюменська область     | 3        | 1       | літак авіакомпанії «Сурґутавіа» розбився під час снігопаду                                               | помилка екіпажу       |
| 15 | 15.05.93 | Мі-8       | Чукотський АО         | 22       | 8       | гелікоптер який перевозив учасників етнографічної експедиції зазнав катастрофи внаслідок помилки екіпажу | помилка екіпажу       |
| 16 | 20.05.93 | Ан-2Р      | Волгоградська область | ?        | 0       | гелікоптер авіакомпанії «Аероволґа» зазнав катастрофи під час виконання сільськогосподарських робіт      | не встановлено        |
| 17 | 22.05.93 | Мі-8       | Ямало-Ненецький АО    | ?        | 0       | гелікоптер авіакомпанії «Тюмєньавіатранс» розбився під час посадки                                       | помилка екіпажу       |
| 18 | 18.06.93 | Ка-26      | Ставропольський край  | 1        | 0       | гелікоптер авіакомпанії «СААК» розбився через помилку екіпажу                                            | помилка екіпажу       |
| 19 | 18.06.93 | Мі-8       | Красноярський край    | 6        | 1       | гелікоптер RA-25345 розбився внаслідок аварійної посадки через вимкнення обох двигунів                   | технічна несправність |
| 20 | 20.06.93 | Мі-2       | Чорне море            | 7        | 1       | гелікоптер авіакомпанії «Міраж-авіа» розбився черезі зіткнення із птахами                                | зіткнення із птахами  |
| 21 | 02.07.93 | Ан-2       | Мордовія              | 5+       | 1       | літак який перевозив парашутистів розбився через технічну несправність                                   | технічна несправність |
| 22 | 02.07.93 | Ан-2       | Краснодарський край   | 3        | 3       | літак авіакомпанії «РОСТО» розбився внаслідок зіткнення із деревом                                       | помилка екіпажу       |
| 23 | 05.07.93 | Іл-114     | Московська область    | 9        | 7       | катастрофа 2-го прототипу Іл-114 на аеродромі в місті Жуковський                                         | технічна несправність |
| 24 | 08.07.93 | Мі-8МТВ-1  | Тюменська область     | 3        | 1       | український гелікоптер UR-25445 в оренді у авіакомпанії «Авіаґарант» розбився через помилку екіпажу      | помилка екіпажу       |
| 25 | 31.07.93 | Як-18Т     | Оренбурзька область   | 2        | 2       | катастрофа під час виконання фігур вищого пілотажу                                                       | людський фактор       |
| 26 | 08.08.93 | Як-52      | Липецька область      | 2        | 2       | літак авіакомпанії «РОСТО» розбився під час тренувального польоту                                        | помилка екіпажу       |
| 27 | 09.08.93 | Мі-8       | Тюменська область     | ?        | 0       | гелікоптер авіакомпанії «Тюмєньавіатранс» розбився внаслідок зіткнення із деревом                        | помилка екіпажу       |
| 28 | 16.08.93 | Ан-2       | Московська область    | 2        | 2       | літак авіакомпанії «РОСТО» розбився під час тренувального польоту внаслідок зіткнення із птахами         | зіткнення із птахами  |
| 29 | 20.08.93 | Ан-12Б     | Алтайський край       | 7        | 0       | літак авіакомпанії «Сиктивкарскоє авіапрєдпріятіє» розбився внаслідок зіткнення із птахами               | зіткнення із птахами  |
| 30 | 25.08.93 | Мі-8       | Магаданська область   | 10       | 10      | гелікоптер RA-22347 розбився внаслідок відмови обох двигунів                                             | технічна несправність |
| 31 | 26.08.93 | Л-410УВП-Е | Республіка Саха       | 24       | 24      | літак авіакомпанії «Саха авіа» розбився через перевантаження                                             | перевантаження        |
| 32 | 29.08.93 | Ан-26      | Донецька область      | 5        | 0       | літак RA-26549 розбився при заході на посадку                                                            | помилка екіпажу       |
| 33 | 25.09.93 | Ан-12Б     | Тюменська область     | 4        | 0       | літак авіакомпанії «Росвєртол» здійснив жорстку посадку і зазнав руйнувань, не відновлений               | технічна несправність |
| 34 | 14.10.93 | Мі-2       | Ханти-Мансійський АО  | 3        | 0       | гелікоптер авіакомпанії «РОСТО» розбився внаслідок відмови двигуна                                       | технічна несправність |
| 35 | 31.10.93 | Бе-12НХ    | Сахалінська область   | 20       | 1       | колишній військовий літак ТОФ літак авіакомпанії «Тіхоокєанскій авіаработнік» знищений внаслідок посадки | помилка екіпажу       |
| 36 | 15.11.93 | Ан-124     | Керман                | 17       | 17      | гелікоптер авіакомпанії «Авіастар» розбився через помилки екіпажу та диспетчерської служби               | людський фактор       |
| 37 | 13.12.93 | Ан-8       | Єреван                | 8        | 0       | літак авіакомпанії «Калужскій двіґатель» розбився внаслідок помилок екіпажу                              | помилка екіпажу       |
| 38 | 26.12.93 | Ан-26Б     | Ґюмрі                 | 36       | 35      | літак авіакомпанії «Авіалініі Кубані» розбився внаслідок перевантаження                                  | перевантаження        |

### 1994
Протягом 1994 року було зафіксовано 35 втрачених літаків та гелікоптерів російської цивільної авіації.
| #  | дата     | тип             | місце                 | на борту | загиблі | подробиці                                                                              | причина               |
| -- | -------- | --------------- | --------------------- | -------- | ------- | -------------------------------------------------------------------------------------- | --------------------- |
| 1  | 03.01.94 | Ту-154М         | Іркутська область     | 124      | 125     | літак авіакомпанії «Байкал» зазнав катастрофи під час набору висоти                    | технічна несправність |
| 2  | 10.01.94 | Мі-2            | Московська область    | 3        | 3       | гелікоптер RA-20945 розбився під час польоту                                           | не встановлено        |
| 3  | 27.01.94 | Мі-2            | Кіровська область     | 1        | 1       | гелікоптер RA-20624 втратив керування під час попадання у складні метеоумови           | помилка екіпажу       |
| 4  | 24.02.94 | Ан-12           | Кабардино-Балкарія    | 13       | 13      | літак RA-11118 зазнав катастрофи при заході на посадку                                 | помилка екіпажу       |
| 5  | 08.03.94 | Іл-86           | Делі                  | 9        | 9       | у літак авіакомпанії «Аерофлот» що перебував на аеродромі врізався інший літак         | зіткнення             |
| 6  | 23.03.94 | Airbus A310-300 | Кемеровська область   | 75       | 75      | літак авіакомпанії «Аерофлот» зазнав катастрофи внаслідок помилки екіпажу              | помилка екіпажу       |
| 7  | 29.03.94 | Мі-8            | Республіка Комі       | 19       | 1       | гелікоптер RA-22226 зазнав аварії під час заходу на посадку                            | не встановлено        |
| 8  | 07.05.94 | Ту-134А-3       | Архангельська область | 62       | 0       | літак RA-65976 зазнав непоправних пошкоджень під час посадки, після аварії списаний    | технічна несправність |
| 9  | 07.05.94 | Мі-2            | Липецька область      | 1        | 0       | гелікоптер RA-20314 зіштовхнувся із птахами під час польоту                            | зіткнення із птахами  |
| 10 | 11.05.94 | Мі-2            | Томська область       | 3        | 3       | у гелікоптера RA-23462 відмовив двигун під час польоту                                 | технічна несправність |
| 11 | 21.05.94 | Мі-2            | Тверська область      | 2        | 1       | гелікоптер RA-20110 розбився під час навчального польоту                               | помилка екіпажу       |
| 12 | 21.06.94 | Ан-2            | Татарстан             | 1        | 0       | літак RA-40788 зазнав катастрофи під час несанкціонованого польоту                     | людський фактор       |
| 13 | 22.06.94 | Мі-8МТВ-1       | Татарстан             | 11       | 8       | гелікоптер RA-27076 розбився під час заходу на незаплановану посадку                   | помилка екіпажу       |
| 14 | 01.07.94 | Мі-6А           | Тюменська область     | 6        | 0       | гелікоптер RA-21040 був змушений здіснити жорстку посадку внаслідок чого був знищеним  | технічна несправність |
| 15 | 23.07.94 | Як-52           | Алтайський край       | 2        | 2       | літак авіакомпанії «РОСТО» розбився під час тренувального польоту                      | помилка екіпажу       |
| 16 | 01.08.94 | Ан-2            | Архангельська область | ?        | 0       | літак СССР-50582 зазнав катастрофи під час посадки                                     | помилка екіпажу       |
| 17 | 01.08.94 | Мі-2            | Ель Махмудіє          | 1        | 0       | літак RA-20357 розбився під час виконання сільськогосподарських робіт                  | технічна несправність |
| 18 | 20.08.94 | Мі-2            | Бурятія               | 5        | 0       | гелікоптер авіакомпанії «РОСТО» впав у річку і затонув під час висадки байдарочників   | помилка екіпажу       |
| 19 | 21.08.94 | Як-52           | Калмикія              | 1        | 1       | літак авіакомпанії «РОСТО» розбився під час показового польоту до військового свята    | помилка екіпажу       |
| 20 | 31.08.94 | Alouette III    | Московська область    | 6        | 6       | гелікоптер авіакомпанії АОЗТ «Тропос» зазнав катастрофи під час під час польоту        | технічна несправність |
| 21 | 07.09.94 | Як-52           | Волгоградська область | 1        | 1       | літак авіакомпанії «РОСТО» розбився під час тренувального польоту                      | помилка екіпажу       |
| 22 | 09.09.94 | Ту-134А         | Московська область    | 8        | 8       | літак здійснив зіткнення із Ту-22М3 і розбився                                         | помилка екіпажу       |
| 23 | 15.09.94 | Як-18Т          | Воронезька область    | 4        | 4       | незареєстрований літак розбився під час несанкціонованого польоту                      | помилка екіпажу       |
| 24 | 26.09.94 | Як-40           | Красноярський край    | 28       | 28      | літак зіткнувся із землею при складних метеоумовах                                     | помилка екіпажу       |
| 25 | 30.09.94 | Ан-8            | Магаданська область   | 21       | 8       | літак RA-27209 зазнав катастрофи при посадці                                           | помилка екіпажу       |
| 26 | 16.10.94 | Як-18Т          | Челябінська область   | 4        | 4       | літак Міасського аероклубу ФЛА РФ зіткнувся із водою під час несанкціонованого польоту | людський фактор       |
| 27 | 29.10.94 | Ан-2Р           | Республіка Саха       | 19       | 7       | літак RA-33008 розбився внаслідок перевантаження                                       | перевантаження        |
| 28 | 29.10.94 | Ан-12           | Іркутська область     | 23       | 23      | літак авіакомпанії «Аеро Ніка» розбився внаслідок перевантаження                       | помилка екіпажу       |
| 29 | 30.10.94 | Мі-2            | Амурська область      | 8        | 8       | гелікоптер RA-23240 розбився під час польоту внаслідок вимкнення двигуна               | технічна несправність |
| 30 | 06.11.94 | Ан-26           | Республіка Саха       | 9        | 0       | літак RA-88286 розбився внаслідок перевантаження                                       | перевантаження        |
| 31 | 21.11.94 | Мі-8            | Тюменська область     | 3        | 0       | гелікоптер RA-24102 розбився під час польоту внаслідок вимкнення обох двигунів         | технічна несправність |
| 32 | 30.11.94 | Мі-2            | Ханти-Мансійський АО  | 2        | 0       | гелікоптер RA-23555 розбився внаслідок зіткнення із землею                             | помилка екіпажу       |
| 33 | 04.12.94 | Мі-2            | Башкортостан          | 5        | 2       | гелікоптер авіакомпанії «РОСТО» розбився у складних метеоумовах                        | помилка екіпажу       |
| 34 | 14.12.94 | Learjet 35      | Москва                | 4        | 1       | літак D-CATY розбився під час виконання зльоту                                         | помилка екіпажу       |
| 35 | 15.12.94 | Мі-6А           | Тюменська область     | ?        | 0       | гелікоптер авіакомпанії «Тюмєньавіатранс» розбився під час вимушеної посадки           | складні метеоумови    |

### 1995
| # | дата     | тип       | місце                 | на борту | загиблі | подробиці                                                                     | причина               |
| - | -------- | --------- | --------------------- | -------- | ------- | ----------------------------------------------------------------------------- | --------------------- |
| 1 | 11.01.95 | Мі-2      | Архангельська область | 7        | 0       | гелікоптер RA-23781 зазнав катастрофи під час польоту у складних метеоумовах  | помилка екіпажу       |
| 2 | 20.01.95 | Л-410УВП  | Красноярський край    | 19       | 3       | літак авіакомпанії «Абаканскоє авіапрєдпріятіє» розбився через перевантаження | помилка екіпажу       |
| 3 | 25.01.95 | Як-40     | Ростовська область    | 10       | 0       | літак RA-87464 розбився під час виконання зльоту внаслідок помилок екіпажу    | помилка екіпажу       |
| 4 | 06.12.95 | Ту-154Б-1 | Хабаровський край     | 98       | 98      | літак RA-85164 зазнав катастрофи внаслідок технічної несправності             | технічна несправність |

### 1996
| # | дата     | тип    | місце   | на борту | загиблі | подробиці                                                                                       | причина               |
| - | -------- | ------ | ------- | -------- | ------- | ----------------------------------------------------------------------------------------------- | --------------------- |
| 1 | 08.01.96 | Ан-32Б | Кіншаса | 298      | 298     | літак авіакомпанії «Moscow Airways» при розгону по ЗПС викотився за її межі та врізався в ринок | технічна несправність |

### 2001
| # | дата     | тип    | місце      | на борту | загиблі | подробиці                                                                        | причина                             |
| - | -------- | ------ | ---------- | -------- | ------- | -------------------------------------------------------------------------------- | ----------------------------------- |
| 1 | 04.10.01 | Ту-154 | Чорне море | 78       | 78      | авіакатастрофа авіакомпанії «Сибір», під час перельоту з Тель-Авіву Новосибірськ | ймовірне помилкове ураження ракетою |

### 2002
| # | дата     | тип     | місце           | на борту | загиблі | подробиці                                                                                              | причина            |
| - | -------- | ------- | --------------- | -------- | ------- | --- | ------------------ |
| 1 | 01.07.02 | Ту-154М | Боденське озеро | 69       | 69      | зіткнення у повітрі літака авіакомпанії «Башкирські авіалінії», під час перельоту з Москви у Барселону | помилка диспетчера |

### 2004
| # | дата     | тип       | місце              | на борту | загиблі | подробиці                                                                        | причина |
| - | -------- | --------- | ------------------ | -------- | ------- | -------------------------------------------------------------------------------- | ------- |
| 1 | 24.08.04 | Ту-134А-3 | Тульська область   | 78       | 78      | авіакатастрофа авіакомпанії «Волга-Авіаекспрес» внаслідок вибуху під час польоту | теракт  |
| 2 | 24.08.04 | Ту-154Б-2 | Ростовська область | 170      | 170     | авіакатастрофа авіакомпанії «Сибір» внаслідок вибуху під час польоту             | теракт  |

### 2006
| # | дата     | тип    | місце            | на борту | загиблі | подробиці                                                                                       | причина         |
| - | -------- | ------ | ---------------- | -------- | ------- | ----------------------------------------------------------------------------------------------- | --------------- |
| 1 | 22.08.06 | Ту-154 | Донецька область | 170      | 170     | авіакатастрофа авіакомпанії «Пулковські авіалінії», під час перельоту з Анапи у Санкт-Петербург | помилка екіпажу |

### 2010
| # | дата     | тип         | місце           | на борту | загиблі | подробиці                                                                                    | причина |
| - | -------- | ----------- | --------------- | -------- | ------- | -------------------------------------------------------------------------------------------- | ------- |
| 1 | 31.10.10 | Airbus A321 | Синайський п-ів | 224      | 224     | вибух у літаку авіакомпанії «Коґалимавіа», під час перельоту з Шарм-еш-Шейху Санкт-Петербург | теракт  |

### 2012
| # | дата       | тип                 | місце    | на борту | загиблі | подробиці                                                                                 | причина                              |
| - | ---------- | ------------------- | -------- | -------- | ------- | ----------------------------------------------------------------------------------------- | ------------------------------------ |
| 1 | 09.05.2012 | Sukhoi Superjet 100 | Джакарта | 45       | 45      | авіакатастрофа під час виконання демонстраційного польоту з аеропорту Халім Перданакусума | залишення безпечного ешелону польоту |

### 2019
| # | дата       | тип                 | місце  | на борту | загиблі | подробиці                                              | причина                       |
| - | ---------- | ------------------- | ------ | -------- | ------- | ------------------------------------------------------ | ----------------------------- |
| 1 | 05.05.2019 | Sukhoi Superjet 100 | Москва | 78       | 41      | у процесі набору висоти в авіалайнер влучила блискавка | порушення правил безпеки руху |

### 2021
| # | дата     | тип        | місце            | на борту | загиблі | подробиці | причина               |
| - | -------- | ---------- | ---------------- | -------- | ------- | --- | --------------------- |
| 1 | 06.07.21 | Ан-26Б-100 | Камчатський край | 28       | 28      | авіакатастрофа літака Камчатського авіаційного підприємства, під час перельоту Петропавловськ-Камчатський — Палана | технічна несправність |

### 2022
У травні 2022 у звʼязку з санкціями США, російська влада дозволила встановлювати на повітряний транспорт імпортні комплектуючі, виготоволені не в країні-розробника. В розширений список країн увійшли: Іран, Єгипет, Узбекистан, Израїль, Мексика, Туреччина, Індія, Бразилія, КНР, ОАУ, Йорданія, Таїланд, Аруба та ПАР. 
| #  | дата     | тип              | місце               | на борту | загиблі | подробиці | причина                             |
| -- | -------- | ---------------- | ------------------- | -------- | ------- | --- | ----------------------------------- |
| 1  | 06.01.22 | Eurocopter AS350 | Башкортостан        | 3        | 1       | гелікоптер здійснив жорстку посадку і зазнав ушкодень                                                          | технічна несправність               |
| 2  | 08.01.22 | Ту-204С          | Ханчжоу             | 8        | 0       | вантажний літак Ту-204 RA-64032 авіакомпанії «Авіастар» згорів на аеродромі внаслідок пожежі двигуна           | технічна несправність               |
| 3  | 11.02.22 | Ан-2             | Камчатський край    | 2        | 2       | літак RA-33599 авіакомпанії «Камчатскій крєчєт» розбився під час польоту                                       | помилка екіпажу                     |
| 4  | 01.05.22 | Мі-8Т            | Забайкальський край | 15       | 1       | гелікоптер RA-24212 авіакомпанії «Мост авіа» розбився під час посадки                                          | помилка екіпажу, складні метеоумови |
| 5  | 21.06.22 | Ан-2             | Республіка Саха     | 2        | 2       | літак RA-17742 авіакомпанії «Восточний вєтєр» розбився під час польоту                                         | помилка екіпажу                     |
| 6  | 22.06.22 | Ан-30            | Республіка Саха     | 7        | 0       | літак 30001 авіакомпанії «НПП Мір» отримав значні пошкодження внаслідок аварійної посадки                      | аварійна посадка                    |
| 7  | 29.06.22 | Мі-8МТВ-1        | Республіка Саха     | 23       | 0       | літак RA-25116 авіакомпанії «Полярниє авіалініі» зазнав аварії під час виконання пожежних робіт і згорів       | перевантаження                      |
| 8  | 15.07.22 | Ан-2             | Краснодарський край | 2        | 2       | літак RA-02240 що перебував у приватній власності розбився під час зниження                                    | помилка екіпажу                     |
| 9  | 29.08.22 | Мі-8АМТ          | Тюменська область   | 7        | 0       | гелікоптер RA-22833 авіакомпанії «Єльцовка» розбився під час заходу на посадку                                 | помилка екіпажу                     |
| 10 | 02.09.22 | Мі-8АМТ          | ДР Конго            | 3        | 0       | гелікоптер RA-22833 авіакомпанії «Єльцовка» був обстріляний під час польоту і розбився при посадці             | обстріл з землі                     |
| 11 | 21.09.22 | Ка-32С           | Денізлі             | 7        | 2       | гелікоптер RA-31591 авіакомпанії «Аірліфт Владівосток» розбився під час заходу на посадку                      | помилка екіпажу                     |
| 12 | 08.11.22 | Мі-2             | Костромська область | 5        | 1       | літак RA-14185 авіакомпанії «Костромскоє авіапрєдпріятіє» розбився під час заходу на посадку                   | помилка екіпажу, складні метеоумови |
| 13 | 15.11.22 | Мі-8МТВ-1        | Іркутська область   | 3        | 0       | гелікоптер RA-25830 авіакомпанії «Анґара» втратив керування і отримав значні пошкодження                       | складні метеоумови                  |
| 14 | 27.11.22 | Robison R66      | Тверська область    | 2        | 2       | гелікоптер розбився під час зльоту                                                                             | не встановлено                      |
| 15 | 16.12.22 | Мі-171Е          | Бурятія             | 3        | 3       | гелікоптер 63726 що передавався від заводу китайському замовнику, втратив керування під час посадки і розбився | технічна несправність               |
| 16 | 19.12.22 | Мі-8Т            | Магаданська область | 5        | 0       | гелікоптер RA-24213 авіакомпанії «Поляр-авіа» розбився під час заходу на посадку                               | помилка екіпажу, складні метеоумови |

### 2023
Станом на листопад 2023 року відомо про щонайменше 76 пасажирських літаків західного виробництва які через санкційну заборону постачання в РФ літаків і комплектуючих, а також зобов'язання лізингодавців повернути літаки, які вже здали в лізинг. 15 грудня російські авіакомпанії звернулися до влади з проханням розширити список країн для купівлі авіазапчастин. 19 грудня стало відомо що ЄС планує оголосити викраденими щонайменше 37 пасажирських літаків якими користуються авіакомпанії РФ.
| #  | дата     | тип                 | місце                 | на борту | загиблі | подробиці                                                                                           | причина                             |
| -- | -------- | ------------------- | --------------------- | -------- | ------- | --------------------------------------------------------------------------------------------------- | ----------------------------------- |
| 1  | 09.01.23 | Ан-2                | Архангельська область | 12       | 3       | літак RA-71165 був знищений внаслідок жорсткої посадки                                              | людський фактор                     |
| 2  | 11.01.23 | Ан-2                | Ставропольський край  | 0        | 0       | літак RA-17789 перебуваючи на аеродромі був знищений внаслідок сильного вітру                       | сильний вітер                       |
| 3  | 17.02.23 | Robinson R44        | Сахалінська область   | 3        | 2       | гелікоптер зазнав катастрофи під час польоту з туристами                                            | не встановлено                      |
| 4  | 20.02.23 | Eurocopter AS350B3  | Кемеровська область   | 7        | 1       | гелікоптер RA-04060 був знищений під час польоту з туристами внаслідок зіткнення із поверхнею       | складні метеоумови                  |
| 5  | 20.02.23 | Мі-8                | Кемеровська область   | 10       | 1       | гелікоптер розбився під час польоту                                                                 | не встановлено                      |
| 6  | 28.02.23 | Мі-8Т               | Мурманська область    | 9        | 0       | гелікоптер авіакомпанії «Волоґодскоє авіапрєдпріятіє» був знищений внаслідок зіткнення із поверхнею | складні метеоумови                  |
| 7  | 03.04.23 | Х-32 Бекас          | Вологодська область   | 1        | 1       | впав легкомоторний літак, пілот загинув                                                             | не встановлено                      |
| 8  | 24.04.23 | Ансат-ГМСУ          | Вологодська область   | 1        | 1       | гелікоптер RA-20012 авіакомпанії «Русскіє вєртолєтниє сістєми» втратив керування і розбився         | помилка екіпажу, складні метеоумови |
| 9  | 06.07.23 | Ан-2                | Кіровська область     | 8        | 0       | літак RA-02241 авіакомпанії «Парма» здійснив аварійну посадку і зазнав значних пошкоджень           | технічна несправність               |
| 10 | 27.07.23 | Мі-8                | Республіка Алтай      | 16       | 6       | при заході на посадку гелікоптер RA-24474 авіакомпанії «АлтайАвіа» зачепився за дроти та впав       | помилка екіпажу                     |
| 11 | 02.08.23 | легкомоторний літак | Красноярський край    | 2        | 2       | відомо про авіакатастрофу приватного легкомоторного гідроплана                                      | не встановлено                      |
| 12 | 23.08.23 | Embraer Legacy 600  | Тверська область      | 10       | 10      | бізнес-джет Євгена Пригожина RA-02795 був збитий з землі за невідомих обставин                      | збитий з землі                      |
| 13 | 10.09.23 | Robinson            | Вологодська область   | 3        | 1       | гелікоптер зіткнувся із поверхнею води                                                              | не встановлено                      |
| 14 | 12.09.23 | Airbus A320         | Новосибірська область | 161      | 0       | літак здійснив аварійну посадку в полі                                                              | протікання гідросистеми             |
| 15 | 20.09.23 | легкомоторний літак | Пензенська область    | 1        | 0       | легкомоторний літак впав після зіткнення із лінією електропередач                                   | помилка екіпажу                     |
| 16 | 30.10.23 | Мі-2                | Республіка Саха       | 5        | 0       | гелікоптер RA-14266 авіакомпанії «АТСК ОСА» зазнав аварії під час зльоту                            | не встановлено                      |
| 17 | 10.11.23 | ТР-301              | Чукотський АО         | 3        | 0       | літак RA-84566 авіакомпанії «Стріжавіа» розбився під час заходу на посадку                          | складні метеоумови                  |
| 18 | 04.12.23 | Мі-2                | Ставропольський край  | 2        | 0       | під час обльоту нафтопроводу вертоліт Мі-2 здійснив аварійну посадку, у нього відмовив двигун       | технічна несправність               |
| 19 | 07.12.23 | Ту-204              | Бурятія               | ?        | ?       | вантажний літак Ту-204 загорівся під час вильоту з російського міста Улан-Уде                       | технічна несправність               |

### 2024
8 січня стало відомо що у Аерофлоту зламався восьмий літак за 5 тижнів, застрягло 400 пасажирів. 15 січня стало відомо що авіакомпания S7 Airlines вирішила скоротити чисельність льотних екіпажів у Москві та працівників офісу, через простій значної частини авіалайнерів Airbus A320 / А321neo яким через санкції немає можливості проводити обслуговування двигунів. 16 січня стало відомо що двом російським авіакомпаніям заборонили польоти до Єгипту через ризик арешту 27 літаків.  
21 листопада стало відомо що у РФ перестав літати кожен другий літак Airbus A320/A321neo: із 66, що знаходилися в розпорядженні російських авіакомпаній на момент публікації, у повітря більше не піднімаються 34.
| #  | дата     | тип                       | місце                   | на борту | загиблі | подробиці | причина                              |
| -- | -------- | ------------------------- | ----------------------- | -------- | ------- | --- | ------------------------------------ |
| 1  | 20.01.24 | Dassault Falcon 10B       | Афганістан              | 6        | 6       | літак RA-09011 виконував чартерний рейс з Індії в Ташкент, зазнав катастрофи внаслідок відмови двигунів          | технічна несправність                |
| 2  | 14.03.24 | Мі-8                      | Магаданська область     | 20       | 1       | гелікоптер RA-24467 авіакомпанії «Дальнорєчєнск Авіа» розбився внаслідок аварійної посадки                       | аварійна посадка, складні метеоумови |
| 3  | 12.07.24 | Sukhoi Superjet 100NEW-95 | Московська область      | 3        | 3       | у Московській області впав пасажирський літак Sukhoi Superjet 100 «Ґазпром Авіа», загинув весь екіпаж            | технічна несправність                |
| 4  | 19.07.24 | Robinson R44              | Республіка Саха         | 4        | ?       | У Якутії зник вертоліт зі співробітниками ФСБ                                                                    | не встановлено                       |
| 5  | 30.07.24 | Diamond DA42              | Нижньокамськ            | —        | —       | відомо про нищення чотирьох літаків Diamond DA42 і гелікоптера внаслідок несприятливих погодніх умов             | смерч                                |
| 6  | 30.07.24 | Diamond DA42              | Нижньокамськ            | —        | —       | відомо про нищення чотирьох літаків Diamond DA42 і гелікоптера внаслідок несприятливих погодніх умов             | смерч                                |
| 7  | 30.07.24 | Diamond DA42              | Нижньокамськ            | —        | —       | відомо про нищення чотирьох літаків Diamond DA42 і гелікоптера внаслідок несприятливих погодніх умов             | смерч                                |
| 8  | 30.07.24 | Diamond DA42              | Нижньокамськ            | —        | —       | відомо про нищення чотирьох літаків Diamond DA42 і гелікоптера внаслідок несприятливих погодніх умов             | смерч                                |
| 9  | 30.07.24 | гелікоптер                | Нижньокамськ            | —        | —       | відомо про нищення чотирьох літаків Diamond DA42 і гелікоптера внаслідок несприятливих погодніх умов             | смерч                                |
| 10 | 31.08.24 | Мі-8                      | Камчатський край        | 22       | 22      | гелікоптер Мі-8 авіакомпанії «Вітязь-Аеро» після зльоту зник з радарів, згодом стало відомо що він розбився      | не встановлено                       |
| 11 | 03.09.24 | Мі-171А                   | Іркутська область       | 3        | 0       | гелікоптер зазнав пошкоджень внаслідок технічної несправності                                                    | технічна несправність                |
| 12 | 09.09.24 | Алекс-251                 | Московська область      | 2        | 2       | літак-амфібія розбився під час випробувального польоту                                                           | не встановлено                       |
| 13 | 11.09.24 | Мі-8                      | Тюменська область       | —        | —       | двоє школярів на території гелікоптерного майданчика в аеропорту Ноябрська здійснили підпал гелікоптера RA-24519 | диверсія                             |
| 14 | 17.09.24 | Robinson R66              | Амурська область        | 3        | 3       | вертоліт Robinson R66 із трьома людьми на борту зазнав аварії в Зейському районі Приамур'я                       | не встановлено                       |
| 15 | 26.09.24 | Robinson R44              | Архангельська область   | 2        | 2       | розбився приватний вертоліт, унаслідок чого загинуло двоє чоловіків, один з яких, імовірно, депутат міськдуми    | не встановлено                       |
| 16 | 13.10.24 | Ан-3Т                     | Республіка Саха         | 5        | 1       | Ан-3Т авіакомпанії «Борус» розбився внаслідок відмови двигуна                                                    | технічна несправність                |
| 17 | 22.10.24 | Ансат                     | Нижньогородська область | 5        | —       | гелікоптер впав під час польоту                                                                                  | технічна несправність                |
| 18 | 26.10.24 | Мі-2                      | Кіровська область       | 4        | 4       | у Кіровській області розбився вертоліт санавіації Мі-2, загинули 4 людини                                        | не встановлено                       |
| 19 | 27.10.24 | Ан-2                      | Ставропольський край    | 7        | —       | літак здійснив зіткнення з іншими обʼєктами                                                                      | помилка екіпажу                      |
| 20 | 24.11.24 | Sukhoi Superjet 100       | Анталія                 | 95       | —       | після польоту у літака спочатку спалахнув двигун, після чого полум’я перекинулося далі і згорів увесь літак      | технічна несправність                |
| 21 | 10.12.24 | Ан-2                      | Ямало-Ненецький АО      | 8        | —       | літак був змушений здійснити жорстку посадку                                                                     | технічна несправність                |
| 22 | 13.12.24 | Ан-3Т                     | Республіка Саха         | 5        | 1       | Ан-3Т авіакомпанії «Борус» розбився внаслідок відмови двигуна                                                    | технічна несправність                |

### 2025
| #  | дата     | тип           | місце                   | на борту | загиблі | подробиці                                                        | причина               |
| -- | -------- | ------------- | ----------------------- | -------- | ------- | ---------------------------------------------------------------- | --------------------- |
| 1  | 25.01.25 | Ан-24         | Хабаровський край       | ?        | —       | літак авіакомпанії «Хабаровські авіалінії» викотився за межі ЗПС | не встановлено        |
| 2  | 06.02.25 | Р-2002 Sierra | Московська область      | 2        | 2       | літак впав під час навчально-тренувального польоту               | не встановлено        |
| 3  | 20.02.25 | RV-7          | Нижньогородська область | 2        | 2       | легкомоторний літак упав і спалахнув після жорсткої посадки      | не встановлено        |
| 4  | 26.03.25 | Ан-12         | Ямало-Ненецький АО      | 8        | —       | літак перевернувся під час аварійної посадки                     | не встановлено        |
| 5  | 05.06.25 | Ан-2          | Саратовська область     | 1        | —       | літаків зіткнувся із лінією електропередач                       | зіткнення             |
| 6  | 10.06.25 | Ан-2          | Республіка Саха         | 2        | —       | літак впав під час польоту                                       | не встановлено        |
| 7  | 28.06.25 | Z-142         | Приморський край        | 1        | 1       | розбився під час тренувального польоту                           | не встановлено        |
| 8  | 28.06.25 | ЯК-18Т        | Московська область      | 4        | 4       | літак впав під час польоту                                       | не встановлено        |
| 9  | 05.07.25 | Cessna        | Омська область          | —        | —       | літак впав під час польоту                                       | не встановлено        |
| 10 | 06.07.25 | Ан-2          | Забайкальський край     | 11       | —       | літак впав під час польоту                                       | технічна несправність |
| 11 | 08.07.25 | Ан-2          | Республіка Саха         | 3        | —       | літак був змушений здійснити жорстку посадку                     | технічна несправність |
| 12 | 14.07.25 | Мі-8Т         | Хабаровський край       | 5        | 5       | гелікоптер RA-25660 розбився під час польоту                     | не встановлено        |
| 13 | 24.07.25 | Ан-24         | Амурська область        | 49       | 49      | літак авіакомпанії «Ангара» розбився під час заходу на посадку   | не встановлено        |